# Đông Phi

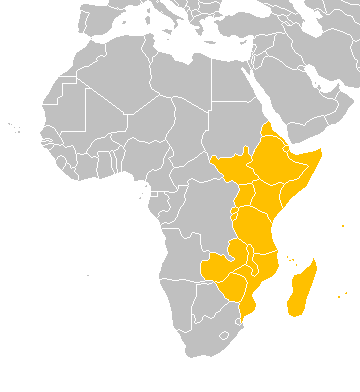
Đông Phi

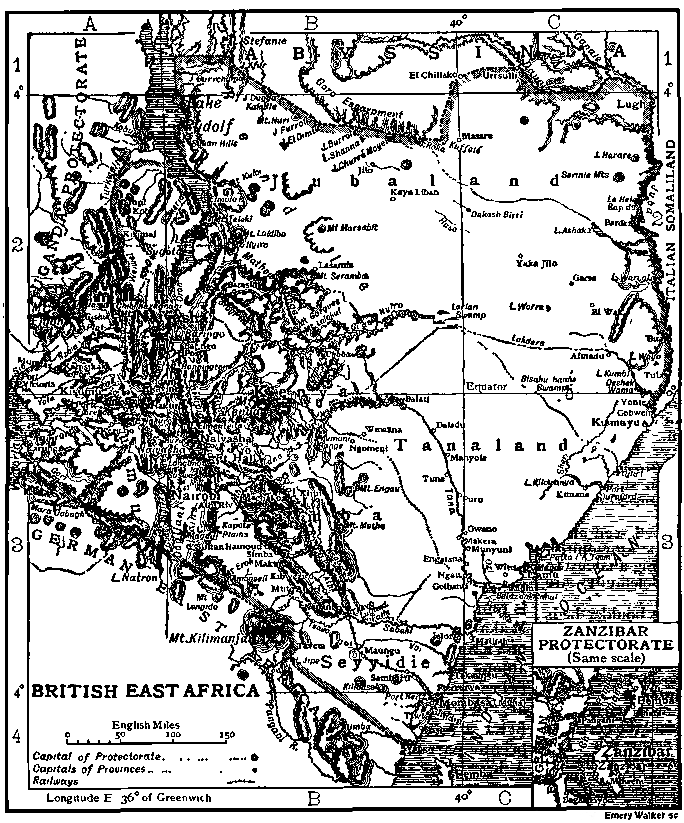
Bản đồ Đông Phi thuộc Anh năm 1911

Đông Phi là khu vực ở phía đông của lục địa châu Phi, được định nghĩa khác nhau tùy theo địa lý học hoặc địa chính trị học. Theo định nghĩa của Liên Hợp Quốc, 19 quốc gia và vùng lãnh thổ sau đây tạo thành Đông Phi.
- Kenya,  Tanzania và  Uganda, cũng là những thành viên của Cộng đồng Đông Phi (EAC).
- Djibouti,  Eritrea,  Ethiopia và  Somalia, thường được biết đến với tên gọi vùng Sừng châu Phi.
- Mozambique và  Madagascar, đôi khi được xem là thuộc Nam Phi.
- Malawi,  Zambia và  Zimbabwe, thường được xem là thuộc Nam Phi.
- Burundi và  Rwanda, đôi khi được xem là thuộc Trung Phi.
- Comoros,  Mauritius và  Seychelles, những đảo quốc nhỏ ở Ấn Độ Dương.
- Réunion và  Mayotte, những vùng đất thuộc Pháp ở Ấn Độ Dương.

Theo cách xác định của Liên minh Châu Phi, Đông Phi chỉ bao gồm 13 quốc gia ở trên cộng thêm Sudan và không bao gồm Burundi, Mozambique, Malawi, Zambia, Zimbabwe, Reunion, Mayotte, các lãnh thổ hải ngoại của Pháp.
Gần đây, Đông Phi thường được dùng để chỉ các quốc gia Kenya, Tanzania, Uganda, Rwanda, Burundi và Somalia.

## Địa lý
Một số vùng Đông Phi nổi tiếng bởi có nhiều động vật hoang dã, chẳng hạn như nhóm 5 con vật lớn tiêu biểu của châu Phi: voi, trâu, sư tử, báo và tê giác. Tuy nhiên, số lượng các con vật này đã giảm nhiều trong thời gian gần đây, đặc biệt là tê giác và voi.
Địa hình Đông Phi nổi tiếng với nhiều cảnh đẹp và những danh thắng lớn của châu Phi như thung lũng tách giãn Lớn, đỉnh núi Kilimanjaro và núi Kenya, 2 đỉnh núi cao nhất châu Phi, hồ nước ngọt lớn thứ 2 thế giới, hồ Victoria và hồ sâu thứ 2 thế giới, hồ Tanganyika.
Địa hình có thể trồng trọt được đã khiến Đông Phi trở thành một mục tiêu quan trọng cho những nhà thám hiểm châu Âu cũng như quá trình thực dân hóa trong thế kỷ 19. Ngày nay, du lịch là một phần quan trọng của nền kinh tế các nước Kenya, Tanzania và Uganda.

## Lịch sử

### Giai đoạn là thuộc địa của các nướcchâu Âu
Đông Phi trong suốt thế kỷ XIX và đầu thế kỷ XX là nơi các nước thực dân lớn của châu Âu tranh giành ảnh hưởng. Trong suốt giai đoạn giành giật thuộc địa giữa các nước tư bản phương Tây, hầu như mọi quốc gia thuộc vùng Đông Phi ngày nay đều trở thành thuộc địa của các nước đế quốc thực dân.
Đế quốc Bồ Đào Nha là 1 trong những quốc gia châu Âu đầu tiên thiết lập sự có mặt vững chắc ở miền nam Mozambique và dần dần tiến lên miền bắc Mozambique, đến Mombasa ở khu vực ngày nay là Kenya. Tại hồ Malawi, họ đụng độ những thuộc địa mới do người Anh thiết lập, xứ bảo hộ Nyasaland (ngày nay là Malawi).
Đế quốc Anh đã chiếm giữ những vùng đất giàu tiềm năng và tài nguyên nhất của vùng này mà nay là Uganda và Kenya. Xứ bảo hộ Uganda và thuộc địa Kenya nằm ở vùng đất trồng trọt màu mỡ có thể trồng cấy nhiều loại cây trồng có giá trị như cà phê và trà, cũng như chăn nuôi các loại gia súc và những sản phẩm từ gia súc. Hơn nữa, vùng này có tiềm năng trở thành 1 khu dân cư thích hợp cho người Anh đến sống. Điều kiện thời tiết và khí hậu trong vùng đã cho phép hình thành những khu dân cư theo phong cách châu Âu như Nairobi và Entebbe.
Đế quốc Pháp chiếm giữ hòn đảo lớn nhất ở Ấn Độ Dương (và lớn thứ 4 trên thế giới) Madagascar cùng một số đảo nhỏ xung quanh đó, như Réunion và Comoros. Madagascar trước đó là 1 thuộc địa của Anh và đã được đổi cho Pháp để lấy vùng Zanzibar, 1 vùng sản xuất gia vị quan trọng gần Tanganyika. Thực dân Anh cũng chiếm giữ một số thuộc địa đảo trong vùng như Seychelles, một hòn đảo đất đai phì nhiêu và Mauritius, một hòn đảo trước đó thuộc quyền cai trị của thực dân Pháp.
Đế quốc Đức kiếm soát một vùng đất rộng lớn có tên Đông Phi thuộc Đức, bao gồm vùng đất ngày nay là Rwanda, Burundi và phần đất liền của Tanzania. Năm 1922, Đế quốc Anh được nhận quyền ủy trị Tanganyika và đã chiếm đóng vùng này cho tới khi độc lập được trao trả lại cho Tanganyika vào năm 1961. Sau cuộc Cách mạng Zanzibar năm 1965, nhà nước độc lập Tanganyika đổi tên thành Cộng hòa liên bang Tanzania bằng cách thành lập 1 liên bang với đất liền và với đảo Zanzibar. Zanzibar ngày nay là 1 bang tự trị trong một liên bang với đất liền thường được biết đến dưới cái tên chung là Tanzania. Đông Phi thuộc Đức, dù rất rộng lớn, không có tầm quan trọng về chiến lược bằng các thuộc địa của Anh ở vùng này do những vùng thuộc địa của Đức rất khó thành lập các khu dân cử bởi điều kiện thời tiết và địa hình khắc nghiệt.
Đế quốc Ý kiểm soát nhiều phần thuộc Somalia trong thập niên 1880. 3/4 lãnh thổ Somalia ở phía nam trở thành xứ bảo hộ của Ý (Somalia thuộc Ý).
Năm 1884, một phần đất hẹp ở ven biển phía bắc Somalia bị người Anh chiếm đóng (Somalia thuộc Anh). Vùng phía bắc này nằm đối diện với thuộc địa của Anh ở Vịnh Aden trên bán đảo Ả Rập. 2 thuộc địa này của Anh đã trở thành gọng kềm để Đế quốc Anh khống chế đường biển dẫn vào Ấn Độ, khi đó cũng là 1 thuộc địa của Anh.
Năm 1890, bắt đầu bằng việc mua lại 1 thị trấn cảng nhỏ, Assab, từ 1 sultan ở Eritrea, thực dân Ý dần dần thôn tính cả Eritrea.
Năm 1895, từ những căn cứ Somalia và Eritrea, thực dân Ý tiến hành cuộc Chiến tranh Ý–Ethiopia lần thứ nhất tấn công Đế chế Chính thống giáo ở Ethiopia. Năm 1896, thực dân Ý sa lầy và cuộc chiến trở thành 1 thảm họa với đất nước Ý. Kết quả là Ethiopia trở thành quốc gia duy nhất giữ được nguyên vẹn nền độc lập ở khu vực Đông Phi. Ethiopia giữ được nền độc lập của mình cho tới năm 1936 khi, sau cuộc Chiến tranh Ý–Ethiopia lần thứ hai, nước này trở thành một phần của Đông Phi thuộc Ý. Đế quốc Ý chiếm giữ Ethiopia cho tới năm 1941.
Thực dân Pháp cũng xem Đông Phi là 1 bàn đạp để liên kết với Đông Dương thuộc Pháp.

### Xung đột vũ trang
Cho tới ngày nay, nhiều chính quyền ở các nước Đông Phi bị lên án vì nạn tham nhũng và không kiểm soát được tình hình chính trị. Nhiều nước vẫn chưa thoát ra khỏi các cuộc đảo chính chính trị, xung đột sắc tộc và các chính thể độc tài. Kể từ khi giành được độc lập, vùng này đã trải qua rất nhiều cuộc xung đột vũ trang, bao gồm:
- Nội chiến Ethiopia
- Chiến tranh giành độc lập Eritrea
- Chiến tranh Ethiopia–Eritrea
- Chiến tranh Ogaden
- Nội chiến Sudan lần thứ hai
- Nội chiến Somalia
- Nội chiến Burundi
- Chiến tranh Uganda-Tanzania
- Xung đột vũ trang ở Uganda
- Nạn diệt chủng Rwanda
- Thảm họa nhân đạo ở Darfur

Kenya và Tanzania may mắn là những nước được sống trong hòa bình tương đối dài. Tuy nhiên, những bất ổn về chính trị vẫn diễn ra liên tục.

## Danh sách cácthủ đôvà thành phố lớn
| Quốc gia                            | Thủ đô       | Thành phố lớn nhất | Thành phố lớn thứ hai |
| ----------------------------------- | ------------ | ------------------ | --------------------- |
| Cộng hòa Nam Sudan                  | Juba         | Juba               | Yei                   |
| Cộng hòa Dân chủ Liên bang Ethiopia | Addis Ababa  | Addis Ababa        | Dire Dawa             |
| Nhà nước Eritrea                    | Asmara       | Asmara             | Assab                 |
| Cộng hòa Djibouti                   | Djibouti     | Djibouti           | Ali Sabier            |
| Cộng hòa Liên bang Somalia          | Mogadishu    | Mogadishu          | Hargeisa              |
| Cộng hòa Somaliland                 | Hargeisa     | Hargeisa           | Berbera               |
| Cộng hòa Uganda                     | Kampala      | Kampala            | Gulu                  |
| Cộng hòa Rwanda                     | Kigali       | Kigali             | Gitarama              |
| Cộng hòa Burundi                    | Bujumbura    | Bujumbura          | Muyinga               |
| Cộng hòa Kenya                      | Nairobi      | Nairobi            | Mombasa               |
| Cộng hòa Thống nhất Tanzania        | Dodoma       | Dar es Salaam      | Mwanza                |
| Cộng hòa Mozmbique                  | Maputo       | Maputo             | Nampula               |
| Cộng hòa Malawi                     | Lilongwe     | Lilongwe           | Blantyre              |
| Cộng hòa Zambia                     | Lusaka       | Lusaka             | Kitwe                 |
| Cộng hòa Zimbabwe                   | Harare       | Harare             | Bulawayo              |
| Cộng hòa Madagascar                 | Antananarivo | Antananarivo       | Toamasina             |
| Cộng hòa Mauritius                  | Port Louis   | Port Louis         | Beau Basin-Rose Hill  |
| Liên bang Comoros                   | Moroni       | Moroni             | Mutsamudu             |
| Cộng hòa Seychelles                 | Victoria     | Victoria           | Anse Etoile           |
| Réunion (Pháp)                      | Saint-Denis  | Saint-Denis        | Saint-Paul            |
| Mayotte (Pháp)                      | Mamoudzou    | Mamoudzou          | Dzaoudzi              |